# Alfred Carlheim-Gyllensköld
Alfred Edvard Rutger Carlheim-Gyllensköld, född den 17 april 1837 i Våxtorps socken, Hallands län, död den 1 april 1928 i Danderyds församling, Stockholms län, var en svensk sjömilitär. Han var far till Ebba Palmstierna och svärfar till Caleb Althin.

## Biografi
Carlheim-Gyllensköld blev sekundlöjtnant vid flottan 1859, löjtnant 1866, kapten 1875, kommendörkapten av andra graden 1886 och av första graden 1889. Han var chef för exercis- och underbefälsskolorna vid flottans station i Karlskrona 1887–1889 och ordförande i förvaltningsdirektionen där 1892–1894. Carlheim-Gyllensköld beviljades avsked med tillstånd att som kommendörkapten av första graden kvarstå i flottans reserv 1895 och avsked ur krigstjänsten 1902. Han var besiktningsman vid flottans station i Karlskrona 1895–1902. Carlheim-Gyllensköld invaldes som ledamot av Örlogsmannasällskapet 1877. Han blev riddare av Svärdsorden 1881. Carlheim-Gyllensköld vilar på Djursholms begravningsplats.